# Stena Metall
Stena Metall AB er en svensk virksomhed indenfor metaller og energi med hovedkvarter i Göteborg. Virksomheden er især engageret genanvendelse og omsmeltning af metaller, samt energiforsyning med især skibsbrændstof og energilagring. Det er et i blandt tre selskaber i den familieejede Stena-sfære, som består af Stena AB, Stena Sessan AB og Stena Metall AB. Sten A. Olsson etablerede virksomheden Sten A Olsson Metallprodukter 18. november 1939.

## Datterselskaber
Stena Metall AB har over 15 datterselskaber:
Stena Recycling AB er engageret i genanvendelse af metal, plastik, papir, elektronik og kemi på 173 lokaliteter i syv lande.
Stena Trade & Industry AB er ejer af BatteryLoop Technologies AB som bygger energilagringssystemer.
Stena Metal International AB markedsfører og handler metalfraktioner, der er produceret af andre datterselskaber til Stena Metall AB.
Stena Stål leverer stålprodukter i samarbejde med stålproducenter. De har 15 lokationer i Sverige.
Stena Aluminium AB producerer 300 forskellige aluminiumslegeringer til kunder i smelterier.
Stena Oil AB sælger bunkerolie og anden skibsbrændstof.
Stena Metal Inc. handler med metalskrot, metalprodukter og andre råmaterialer.
Stena Metall Finans AB investerer i hedgefonde og udgør bank-divisionen i Stena Metall AB.